# Desisa subfasciata
Desisa subfasciata är en skalbaggsart som först beskrevs av Francis Polkinghorne Pascoe 1862.  Desisa subfasciata ingår i släktet Desisa och familjen långhorningar.
Artens utbredningsområde är:
- Laos.
- Nepal.

Inga underarter finns listade i Catalogue of Life.